# Ohana Non
Ohana Non (小花 のん (Tiểu-Hoa Nãi-Âm) 28 tháng 6 năm 2001 –) là một nữ diễn viên khiêu dâm người Nhật Bản. Cô thuộc về công ti C-more ENTERTAINMENT.

## Sự nghiệp
7/10/2021, cô ra mắt ngành phim khiêu dâm với nhãn phim "Kimihore" của hãng phim khiêu dâm SOD Create.
Cô nói trong một cuộc phỏng vấn rằng lí do cô vào ngành là cô "không phản đối phim khiêu dâm, và cô có ham muốn tình dục lớn. Ngay cả khi thủ dâm, tôi cũng cảm thấy cô đơn vì không có người nào để đổ tội vì tôi là kiểu người M (nhạy cảm). Thêm vào đó, vào ngành phim khiêu dâm có thể giúp tôi trả tiền học đại học."
Trên trang thuê video FANZA, phim ra mắt ngành của cô ""Tôi đã ướt đẫm chỉ với một nụ hôn... (Heart)" Ohana Non ra mắt ngành phim khiêu dâm với một khuôn mặt gấu mèo, cơ thể ấm áp và giọng nhẹ nhàng"  ("キスだけでびしょびしょなっちゃう...(ハート)" たぬき顔でえっちぃからだのほんわかおっとり声優の卵 AV debut 小花のん) xếp thứ nhất trong bảng xếp hạng hàng tuần trong tuần từ ngày 14/2/2022.
Ngoài ra, trên cùng trang video, phim của cô "Nếu bạn cởi quần áo cho bạn gái lần đầu...Tôi không thể tưởng tượng từ quần áo của cô ấy, tôi rất háo hức, và sẽ quan hệ đến khi hết ham muốn Ohana Non" (初めて出来た彼女を脱がしたら...着衣から想像できない物凄い色白美巨乳 大興奮の僕は性欲尽きるまでハメまくった 小花のん) xếp thứ 1 trong bảng xếp hạng hàng tuần trong ba tuần liên tiếp bắt đầu từ các ngày 23/5, 30/5, và 6/6/2022.

## Đời tư
Cô sinh ra tại Ōita. Sở thích của cô là nghe nhạc cổ điển, ca hát và chơi các trò chơi mạng xã hội. Kĩ năng đặc biệt của cô là múa ba lê cổ điển (8 năm kinh nghiệm).
Thực phẩm yêu thích của cô là trái cây.
Các diễn viên lồng tiếng yêu thích của cô là Nakamura Yūichi và Sawashiro Miyuki.
Mẫu người đàn ông cô yêu thích là người có tính cách tốt bụng, rộng lượng và người có vẻ ngoài cơ bắp. Tarento yêu thích của cô là Tarubishu Kenji của nhóm Golden Bomber.